# Gary Charles
Gary Andrew Charles (Newham, 13 april 1970) is een Engels voormalig betaald voetballer die doorgaans als rechtsachter speelde. Hij was van 1987 tot 2002 actief bij Nottingham Forest, Aston Villa, Benfica en West Ham United. Hij won met Aston Villa de League Cup in 1996 en speelde twee interlandwedstrijden voor Engeland in 1991. Charles speelde twee vriendschappelijke interlands tegen Maleisië en Nieuw-Zeeland. Na zijn actieve loopbaan worstelde Charles met een alcoholverslaving.

## Clubcarrière

### Nottingham Forest
Charles liet voor het eerst van zich spreken bij Nottingham Forest, waar de verdediger in 1987 zijn eerste profcontract ondertekende. Charles werd na enkele maanden een vaste waarde in de hoofdmacht van Forest. Charles speelde 81 wedstrijden - wegens blessureleed - en scoorde twee keer. Brian Clough, zijn manager bij Nottingham Forest, omschreef hem als een van de snelste en meest dribbelvaardige rechtsachters van de toenmalige First Division. Tijdens de finale van de FA Cup 1990/91 tegen Tottenham Hotspur sloeg het noodlot plots toe; niet voor Charles, maar voor zijn tegenstander. Paul Gascoigne beging een overtreding op Charles, maar scheurde de ligamenten van zijn rechterknie en moest na 17 minuten de strijd staken. Gascoigne was maanden out. Na verlengingen won Spurs de beker (1-2).

### Derby County
Na zes seizoenen verliet hij Nottingham Forest en tekende bij Derby County, dat hem overnam van Forest voor £ 750.000. Hij speelde 77 wedstrijden in het eerste elftal en scoorde drie keer.

### Aston Villa
In augustus 1995 verhuisde Charles naar Aston Villa, dat £ 1.400.000 voor hem betaalde. Hij werd er opvolger van Earl Barrett op de positie van rechtsachter. Een seizoen voor de komst van Charles was Villa bijna gedegradeerd uit de Premier League, maar in het seizoen 1995/1996 waaide de wind gunstig. Villa bleef uit de gevarenzone en Charles won zowaar een trofee. Leeds United werd met 3-0 cijfers naar huis gestuurd in de finale van de League Cup. Charles speelde negentig minuten. Hij speelde 107 wedstrijden voor Aston Villa en scoorde vier doelpunten. Mark Delaney werd zijn vervanger bij Villa nadat de rechtsachter in 1999 naar de Portugese topclub SL Benfica vertrok.

### Benfica
Charles, niet gehaald als eerste keuze, kreeg echter steeds vaker af te rekenen met blessureleed en speelde slechts vier wedstrijden voor Benfica. Charles wist ondanks de blessures een keer te scoren voor Benfica.

### West Ham United
West Ham United bood hem een uitweg, maar ook bij deze club lag Charles voortdurend in de lappenmand. Een uitleenbeurt aan Birmingham City bracht geen soelaas.
Charles beëindigde zijn loopbaan op amper 32-jarige leeftijd.

## Erelijst
| Competitie  |             |             |
| Competitie  | Aantal      | Jaren       |
| Aston Villa | Aston Villa | Aston Villa |
| ----------- | ----------- | ----------- |
| League Cup  | 1×          | 1995/96     |